# Capobula montana
Espèce
Capobula montana est une espèce d'araignées aranéomorphes de la famille des Trachelidae.

## Distribution
Cette espèce se rencontre en Afrique du Sud au Cap-Oriental et en État-Libre et au Lesotho,.

## Description
La femelle holotype mesure 2,15 mm et le mâle paratype 1,78 mm, les mâles mesurent de 1,73 à 1,94 mm et les femelles de 1,73 à 2,30 mm.

## Publication originale
- Haddad, Jin, Platnick & Booysen, 2021 : « Capobula gen. nov., a new Afrotropical dark sac spider genus related to Orthobula Simon, 1897 (Araneae: Trachelidae). » Zootaxa, no 4942(1), p. 41-71.